# Stefan Thomas (Bildhauer)
Stefan Thomas (* 1. Februar 1932 in Tilsit; † 7. Februar 2025) war ein deutscher Bildhauer.

## Leben und Werk
Die Familie von Stefan Thomas flüchtete 1945 mit ihm aus Ostpreußen nach Mecklenburg, wo sie in Dümmer unterkam. Thomas studierte an der Fachschule für angewandte Kunst Heiligendamm und dann bis 1959 bei Hans Steger, Walter Arnold und Gerd Jaeger an der Hochschule für Bildende Künste Dresden. Für das Diplom schuf er eine Brunnenfigur („gedacht für ein Gartenhaus in Schwerin“; Höhe 123 cm).
Seit dem Studienabschluss arbeitete Thomas als freischaffender Bildhauer. Sein erster wichtiger Auftrag war 1965 eine Bronze-Porträtbüste Carl von Ossietzys für den Park des Sanatoriums in Sülzhayn, wobei ihn Fritz Cremer beratend betreute. Thomas wurde Mitglied des Verbands Bildender Künstler der DDR und lebte und arbeitete u. a. in Stralendorf und dann in einem denkmalgeschützten Bauernhaus in Rom bei Parchim. Neben Statuen und Büsten fertigte er vor allem Reliefs, bevorzugt in Gips und Ton. Der Rat des Bezirkes Schwerin verlieh jährlich Fritz Reuter Kunstpreise, die 97 mm große Bronzeplakette schuf Stefan Thomas. Als Werke für den öffentlichen Raum schuf er u. a. 1967 eine Brunnenplastik im Betriebsgelände des Nähmaschinenwerks Wittenberge und Plastiken in Schwerin, Rostock und Parchim. Neben seiner künstlerischen Tätigkeit leitete Thomas in der DDR über Jahre eine „Fördergruppe Plastik“ an der Bezirkskulturakademie.

## Darstellung in der bildenden Kunst
- Klaus Illner (* 1947): Der Bildhauer Stefan Thomas (Kohle, Kreide und Rötel)[5]

## Werke (Auswahl)

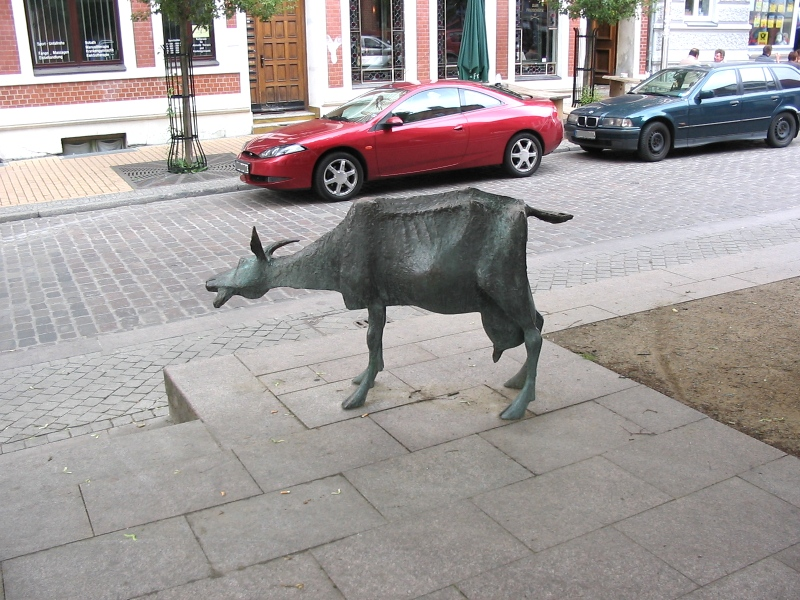
Skulptur einer Ziege auf dem Schweriner Ziegenmarkt

- Porträt V. Gatzke (1967, Porträtbüste, Gips)[6]
- Porträt Kurt Bürger (1969, Porträtbüste, Gips für Bronze)
- Mädchenporträt (1971, Porträtbüste, Gips)[7]
- Werner Seelenbinder (1975, Stele; Schwerin)
- Urteil des Paris (1979, Bronze; Schuhmarkt Parchim, seit 2000 Grünfläche "Rosengarten", weitere Variante in Greifswald im Hof der Berufsschule)
- Kinderbaum (1980, Bronze; Schwerin)
- Ziege (1981, Bronze; Schwerin, Ziegenmarkt)

## Ausstellungen

### Personalausstellungen
- 2018: Schwerin, Kunst-Wasser-Werk e.V. („unten & oben“; mit Britta Matthies)

### Teilnahme an zentralen und wichtigen regionalen Ausstellungen in der DDR
- 1967/1968 und 1972/1973: Dresden, VI. Deutsche Kunstausstellung und VII. Kunstausstellung der DDR
- 1986/1987: Suhl („Das sicher sei, was uns lieb ist“. Zentrale Ausstellung zum 40. Jahrestag der Gründung der Grenztruppen der DDR)